# Lucida
Lucida ([ˈluːsɪdə]) はCharles BigelowとKris Holmesによってデザインされた関連した書体の拡張フォントファミリであり1984年以降にリリースされた。小さなサイズで印刷されたときや低い解像度の画面に表示されたときの高い見やすさを目的としたフォントファミリであり、名前が'lucid' (明瞭な、わかりやすい) から取られているのはそのためである。
セリフ (Fax, Bright)、サンセリフ (Sans, Sans Unicode、Grande、Sans Typewriter)、スクリプト (Blackletter, Calligraphy, Handwriting)のように多くのバリエーションがLucidaにはある。多くはほかのソフトウェア、とりわけMicrosoft Officeなどとともにリリースされている。
Bigelow & Holmesと（今はない）TeXのベンダーであるY&Yとが共同でTeXの数学記号を全て書体に追加することによって、Lucidaファミリはテキストと数学の組版の完全な機能を提供する数少ない書体の1つになった。LucidaはTUG storeを通して今もライセンス販売が行われており、またBigelow & Holmes自身によるウェブショップでも販売されている。

## 主な特徴
本文で見やすいためにデザインされたフォントの伝統的な特徴として、Lucidaフォントはx-heightが大きく（小文字の背が高く） 、字が開いていて、また字間をある程度大きくあけてある。全部大文字の頭字語がなじむように大文字はやや幅が狭くて背が短いようにデザインされている。アウトラインがビットマップで美しく描画されるように作成するためには、文字のどの部分がビットマップで表示しても整っていなければならないか見なければならないため、手書きしたビットマップをもとにして文字をデザインした、とインタビューでBigelowは話している。リガチャが含まれているがそれらはテキストのために必要なのではなくて極端に簡略された組版システムで使えるようにするためである。x-heightはフォントの中でそろえられている。画面上に表示できるようにヒンティングが使われている。

## Lucida Blackletter

Lucida Blackletter

ブラックレターの続け書きの書体のフォントファミリであり1992年にリリースされた。

## Lucida Bright

Lucida Bright

Lucida Serifをベースにしていて、ストロークとセリフのコントラストが強くなっている。
サイエンティフィック・アメリカンという雑誌でこのフォントは初めに使われ、2、3コラムの形で使うのにもう少し適した大きさにするために字幅が狭くなっていた。

## Lucida Calligraphy

Lucida Calligraphy

イタリックスクリプト体から開発されたスクリプト体のフォントファミリであり1992年にリリースされた。2014年にBigeow & Holmesによって字幅が通常のものと狭くしたものでウェイトが追加されリリースされた。

## Lucida Casual
1994年にリリースされたカジュアルなフォントである。Lucida Handwritingに似ているがつながったストロークがない。2014年にBigeow & Holmesによって字幅が通常のものと狭くしたものでウェイトが追加されリリースされた。

## Lucida Console

Lucida Console

行間を狭くしてWGL4文字セットをくわえたLucida Sans Typewriterのバリエーションである。2014年にBigeow & Holmesによって字幅が通常のものと狭くしたものでボールドとイタリックがリリースされた。Windows 2000からWindows 7までメモ帳のデフォルトのフォントになっている。

## Lucida Fax

Lucida Fax

スラブセリフ体のフォントファミリであり1992年にリリースされた。Lucidaからの派生であり、具体的にはファクシミリで使うためにデザインされた。

## Lucida Handwriting

Lucida Handwriting

現代的なボールペンやフェルトペン、マーカーで書いたようなインフォーマルな筆記体に似るようにデザインされたフォントであり1992年にリリースされた。2014年にはBigeow & Holmesによってこのフォントファミリに新たなウェイトと字幅が追加された。

## Lucida Math
数式用のフォントファミリである。Lucida Math Extensionには数学記号だけが含まれている。Lucida Math ItalicにはLucida Seric Italicからのラテン文字が含まれているが行間が狭くなっていて、またギリシア文字がくわえられている。Lucida Mathには数学記号と（Lucida Blackletterからの）ブラックレター、（Lucida Calligraphy Italicからの）文字様の記号領域の筆記体の文字が含まれている。
上記のフォントにくわえて、数学記号だけのLucida Math One、Lucida Math Two、Lucida Math Threeのように、Lucida BrightやLucida Sans、Lucida Sans Mono用の数学のフォントも開発された。

## Lucida OpenType
2012年31月に最初にリリースされたフォントコレクションであり、レギュラーとボールドのウェイトでOpenTypeの数学用のフォント、一般的な4つのバリエーション (レギュラー、イタリック、ボールド、ボールドイタリック) でテキスト用のフォントのLucida Bright、Lucida Sans Typewriter、Lucida Sansを収録している。レギュラーの数学用のフォントはラウンドハンドスタイルの数学用の筆記体のアルファベットとそのまわりに新しくその他の文字を収録している。アメリカ、西ヨーロッパ、中央ヨーロッパ、トルコ、その他のラテン文字をベースにした正書法のための基本ラテン文字、Latin 1、ラテン文字拡張Aの文字を含むUnicodeのラテン文字のブロックがテキスト用のフォントのLucida Brightには収録されている。

## Lucida Sans

Lucida Sans

Lucida Serifを補うサンセリフ体のフォントファミリである。イタリック体は1960年代にリード大学でBigelowとHolmesが勉強したイタリアのルネサンスのチャンセリー・カーシブ体が影響を与えており、「斜体」というよりは「イタリック体」である。

### Lucida Grande

Lucida Grande

より広い範囲の文字セットを追加したバージョンのLucida Sansである。ラテン文字、ギリシア文字、キリル文字、アラブ文字、ヘブライ文字、タイ文字がサポートされている。macOSのバージョン10.10まではシステムフォントであった。

### Lucida Sans Typewriter

Lucida Sans Typewriter

このフォントはLucida Typewriter Sansともいわれ、タイプライター向けにデザインされたサンセリフ体の等幅フォントファミリである。Letter GothicやAndale Monoを思わせるデザインになっている。Microsoft Windowsシステム上ではこれらのフォントはLucida Sans Typewriterの派生であるLucida Console (上記参照) に置き換えられた。

### Lucida Sans Unicode

Lucida Sans Unicode

Lucida Sans Regularをもとにして、矢印、ブロック要素、罫線素片、結合分音記号、制御機能用記号、通貨記号、キリル文字、一般句読点、幾何学模様、ギリシア文字およびコプト文字、ヘブライ文字、IPA拡張、IPA拡張A、IPA拡張B、文字様記号、数学記号、その他の記号、その他の技術用記号、前進を伴う修飾文字、上付き・下付き、これらの範囲の文字をふやしたバージョンである。

## Lucida Serif

Lucida Serif

1985年にデザインされたオリジナルのLucidaフォントでありセリフが幅が広いのが特徴である。はじめにリリースされたときはただLucidaとよばれていた。

## Lucida Typewriter Serif
このフォントはLucida Typewriterともよばれ、Lucida Faxのスラブセリフ体の等幅バージョンであり、またセリフの幅が広くなっている。Lucida Sans Typewriterより文字が横長になっている。

## 使われかた
Lucida ConsoleはMicrosoft Windowsの様々な箇所で用いられている。Lucida ConsoleはWindows 2000からWindows 7までメモ帳の標準フォントとして使われている。またWindows 2000からWindows 7、Windows CEではブルースクリーンのフォントとして使われている。Lucida Sans Demibold（アウトラインはLucida Grande Boldと同じだが数字の間隔が狭い）やLucida GrandeはOS X YosemiteまでAppleのMac OS Xの標準のユーザインタフェース用フォントとして、またFront Rowなどの多くのプログラムでも同様に使われていた。Air CanadaのロゴにもLucidaは使われている。Oracle JRE 9にはLucidaフォントが同梱されている。Lucida CalligraphyはGladden Entertainmentのロゴに使われていた。
2012年4月には、オーストラリアのたばこの包装へのロゴの使用禁止に関する法律案の中で、Gfk Blue MoonによってLucida Sansが包装デザインのフォントとして選ばれた。その法律案ではたばこは喫煙の影響をはっきり画像でのせた茶緑色のパッケージとLucida Sansで印刷したたばこの銘柄で販売されなければならない。「Lucida Sansは今までにデザインされた中で一番優雅さからは遠い書体の一つである。その書体の線引きはぎこちない。」とニューヨークのデザインコンサルタントのMuts & JoyのシニアデザイナであるTom Delaneyは述べている。2012年8月15日には、オーストラリア政府によってたばこの包装へのロゴの使用禁止が承認され、そのような地味な包装に置き換えなければならなくなった。
日本での使われかたの一例
静岡県の地方民鉄である静岡鉄道静岡清水線が2011年度から導入を開始したサインシステムにおいて、日本語書体のイワタUDゴシックとあわせて、英数書体にLucida Sansが使用されている。